# Romulus (comics)
 (décembre 2023).
Si vous disposez d'ouvrages ou d'articles de référence ou si vous connaissez des sites web de qualité traitant du thème abordé ici, merci de compléter l'article en donnant les références utiles à sa vérifiabilité et en les liant à la section « Notes et références ».
Romulus est un super-vilain appartenant à l'univers de Marvel Comics. Créé par Jeph Loeb et Simone Bianchi, il est apparu pour la première fois dans Wolverine vol. 3 #50 en mars 2007.

## Origines
Romulus est un personnage mystérieux, affirmant faire partie des Lupins, une race humanoïde ayant évolué à partir des loups, et non des primates. Il prétend avoir vécu à l'aube de l'Humanité et même d'avoir été un empereur de Rome. Si les Lupins sont apparemment un mensonge selon les déclarations de sa sœur Remus, elle prétend qu'ils ont tous deux assistés à la chute des empires des Huns, des Grecs, des Romains et du Troisième Reich (Wolverine Vol. 2 #312).
Il resta caché pendant tout ce temps. 
D'âge inconnu (apparemment plusieurs milliers d'années), il semble avoir suivi la vie et les actions de l'agent secret Arme X (Wolverine), et ce avant que celui-ci ne devienne un X-Man. C'est lui qui sauva Daken du corps mourant de sa mère, Itsu. Il éleva l'enfant et le confia à Cyber qui en fit un tueur impitoyable, voulant en faire le futur de l'Arme X.  
À la suite du M-Day, Romulus sortit de l'ombre et redonna pouvoirs et apparence féline aux sœurs Callasentos. Il augmenta aussi les capacités physiques de Wild Child qu'il prit à son service, et retira toute humanité à Dents de Sabre, ce qui amena à sa mort des mains de Wolverine.
Lié au gouvernement russe, il piégea Wolverine par le biais de son colosse, le sourd-muet Victor Hudson. Wolverine affronta alors Omega Red et Wild Child, et ce dernier fut tué dans le combat. Quand Omega Red retrouva Logan deux jours plus tard et fut à son tour tué, Romulus apparut au grand jour, révélant ses plans (que Wolverine devienne son remplaçant, car lui-même était vieux et mourant). Les deux ennemis s'affrontèrent, et Romulus sortit vainqueur du duel, arguant que Wolverine n'était pas encore prêt.
Le X-Man fut contraint de s'associer à son fils pour retrouver Romulus. À la suite d'un combat dans le centre d'Ankara avec Skaar et la Cape, Daken et Romulus s'échappèrent. Daken s'apprêtait à tuer Romulus, car il l'avait ignoré au profit de son père, mais Wolverine et la Cape capturèrent le monstre, l'enfermant dans la Dimension Noire de la cape.

## Pouvoirs
L'origine des pouvoirs de Romulus est inconnue. Il pourrait être un mutant ou encore avoir été altéré. Malgré son âge apparent (proche de la soixantaine), il prétend avoir vécu plusieurs centaines d'années, peut-être même des millénaires. Physiquement, Romulus possède certains traits proches des animaux, comme sa dentition, des oreilles pointues, des muscles puissants et des yeux sans iris. Ses sens sont aiguisés comme ceux d'un loup ou d'un chien. Sa force dépasse celle d'un être humain normal, et son gabarit le classe dans une catégorie supérieure à celle de Dents de Sabre. C'est un télépathe de faible niveau, capable de manipuler les rêves et les souvenirs. Au combat, bien que ses mains soient naturellement griffues, il possède aussi de grandes griffes rétractables en adamantium. C'est un combattant exceptionnel, rivalisant presque avec Wolverine. Romulus possède d'énormes connaissances en génétique et une grande intelligence.